# Synema nigrianum
Synema nigrianum là một loài nhện trong họ Thomisidae.
Loài này thuộc chi Synema. Synema nigrianum được Cândido Firmino de Mello-Leitão miêu tả năm 1929.